# Olympische Sommerspiele 1988/Teilnehmer (Laos)
| Gelbes Symbol für Goldmedaillen mit stilisierten Olympischen Ringen | Graues Symbol für Silbermedaillen mit stilisierten Olympischen Ringen | Braundes Symbol für Bronzemedaillen mit stilisierten Olympischen Ringen |
| ------------------------------------------------------------------- | --------------------------------------------------------------------- | ----------------------------------------------------------------------- |
| —                                                                   | —                                                                     | —                                                                       |

Laos nahm an den Olympischen Sommerspielen 1988 in Seoul, Südkorea, mit einer Delegation von drei Sportlern (zwei Männer und eine Frau) teil.

## Teilnehmer nach Sportarten

### Boxen
- Bounmy Thephavong
Halbfliegengewicht: 17. Platz

- Phetsmone Sonnavanh
Bantamgewicht: 33. Platz

### Leichtathletik
- Mala Sakonhninhom
Frauen, 100 Meter: Vorläufe